# Magsaysay (Palauã)
Magsaysay é um município de quinta classe de renda municipal (d) na província de Palauã, nas Filipinas. De acordo com o censo de 1 de maio  de  2020 possui uma população de 12 603 pessoas e 2 973 domicílios.